# 詹姆斯·布雷迪
詹姆斯·斯科特·“吉姆”·布雷迪（英語：James Scott "Jim" "Bear" Brady、1940年8月29日—2014年8月4日）、美国罗纳德·里根政府时期的白宫新闻秘书。1981年他在里根总统遇刺案中遭到枪击，头部中弹受重创，落下终身残疾。

## 生平
布雷迪出生于伊利诺斯州森特羅利亞，毕业于伊利诺伊大学香槟分校，成为专业记者协会成员，1962年获得政治科学学士。1962年夏，在司法部反垄断局进行研修。此后是民间职务，1970年开始在伊利诺斯州南部地区举办的活动负责选举，1973年到1975年担任住房和城市发展部部长詹姆斯·托马斯·林恩的特别助理，1975年到1976年任行政管理和预算局主任特别助理，1976年到1977年任国防部长助理和参议员威廉·V·罗斯的助理。
1979年担任总统候选人约翰·康纳利的新闻秘书，康奈利退出了竞选之后，他成为里根-布什委员会公共事务和研究主任，之后任总统选举办公室发言人。里根上台后，布雷迪成为白宫新闻秘书。
1981年的3月30日，布雷迪是在暗殺未遂的里根总统遇刺案中遭到枪击的四人之一，遭受严重的头部受伤。尽管布雷迪幸存下来，但他口齿不清、部分瘫痪，要使用轮椅。此后，布雷迪终身致力于推动更加严格的枪支管制。美国一项要求对枪支购买者进行背景调查的法案，以及一项预防枪支暴力的运动都以他的名字命名。他和妻子莎拉常常被称为“控枪运动的第一家庭”。

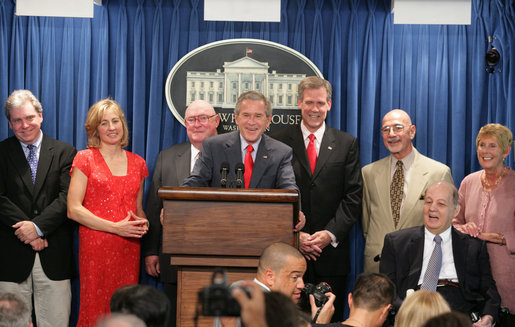
2006年8月2日，当時的乔治·W·布什总统与6个白宫新闻秘书，包括詹姆斯·布雷迪(右二)和他的妻子莎拉·布雷迪(右)

1996年，布雷迪被当時的总统比尔·克林顿授予全美最高平民奖总统自由勋章。
2000年，白宫的新闻简报室改称詹姆斯·布雷迪新闻简报室。
2014年8月4日，布雷迪在维吉尼亚州亚历山德里亚德一个养老社区去世，享壽73歲。